# Elecciones generales de Irlanda de septiembre de 1927
Las elecciones generales de Irlanda de septiembre de 1927 se celebraron el 15 de septiembre de 1927 para reemplazar al parlamento disuelto de las elecciones de junio, que no tenía una mayoría clara. Los miembros electos del nuevo Diál Éireann se reunieron  el 11 de octubre cuando se nombró al nuevo Presidente del Consejo Ejecutivo del Estado Libre Irlandés. El resultado fue un nuevo gobierno minoritario del partido Cumann na nGaedheal, con William Thomas Cosgrave como Presidente del Consejo.

## Contexto
La segunda elección general de 1927 fue causada por la incierta aritmética política dentro de Dáil Éireann. Solo tres escaños separaron a los dos partidos más grandes, Cumann na nGaedheal y Fianna Fáil, y el gobierno era muy inestable. Cuando Fianna Fáil decidió ingresar al Dáil en agosto, dio su apoyo a la moción de censura del Partido Laborista contra el gobierno de Cumann na nGaedheal y la reemplazó por una coalición liderada por los laboristas con el líder laborista Thomas Johnson como presidente del Consejo Ejecutivo. El Partido Laborista fue apoyado por Fianna Fáil y el Partido de la Liga Nacional. Por otro lado, el gobierno de Cumann na nGaedheal tenía el respaldo de laFarmers 'Party y la mayoría de los TD independientes. Cuando se sometió la votación, John Jinks, un parlamentario de la Liga Nacional no pudo asistir. Como resultado, la votación tocó un punto muerto y Ceann Comhairle votó a favor del gobierno. La moción falló.
A pesar del fracaso en la moción de censura, el presidente del Consejo W. T. Cosgrave se dio cuenta de que esta situación no podía continuar y convocó una elección general adelantada con la esperanza de proporcionar un resultado claro. Su partido, el Cumann na nGaedheal hizo campaña destacando su historial en el gobierno hasta el momento. Fianna Fáil se hizo ver como el nuevo partido en la escena política con nuevas ideas y promesas de autosuficiencia. El Partido Laborista había tenido éxito en su última elección y tenía previsto ganar escaños adicionales, a pesar de las divisiones internas. El Partido de los Agricultores representaba las necesidades de los trabajadores agrícolas. Sinn Féin había sido reducido por la fundación de Fianna Fáil de 47 a 5 escaños en la primera elección de 1927, y esta vez no consiguió un solo asiento debido a la falta de activos financieros.

## Resultados
|  | 38.69 % |

|  | 40.52 % |

|  | 35.17 % |

|  | 37.25 % |

|  | 9.07 % |

|  | 8.50 % |

|  | 6.37 % |

|  | 3.92 % |

|  | 1.62 % |

|  | 1.31 % |

|  | 1.07 % |

|  | 0.65 % |

|  | 0.09 % |

|  | 7.94 % |

|  | 7.84 % |

|  | 98.17 % |

|  | 1.83 % |

|  | 100 % |

|  | 69.0 % |